# Liste der Naturdenkmale im Landkreis Waldeck-Frankenberg
Die Liste der Naturdenkmale im Landkreis Waldeck-Frankenberg nennt die Listen der in den Städten und Gemeinden im Landkreis Waldeck-Frankenberg in Hessen gelegenen Naturdenkmäler.
| Ort                  | Liste                                            | Anzahl der Naturdenkmäler |
| -------------------- | ------------------------------------------------ | ------------------------- |
| Allendorf (Eder)     | Liste der Naturdenkmäler in Allendorf (Eder)     | 05                        |
| Bad Arolsen          | Liste der Naturdenkmäler in Bad Arolsen          | 17                        |
| Bad Wildungen        | Liste der Naturdenkmäler in Bad Wildungen        | 30                        |
| Battenberg (Eder)    | Liste der Naturdenkmäler in Battenberg (Eder)    | 04                        |
| Burgwald (Gemeinde)  | Liste der Naturdenkmäler in Burgwald (Gemeinde)  | 04                        |
| Diemelsee (Gemeinde) | Liste der Naturdenkmäler in Diemelsee (Gemeinde) | 29                        |
| Diemelstadt          | Liste der Naturdenkmäler in Diemelstadt          | 15                        |
| Edertal              | Liste der Naturdenkmäler in Edertal              | 14                        |
| Frankenau            | Liste der Naturdenkmäler in Frankenau            | 08                        |
| Frankenberg (Eder)   | Liste der Naturdenkmäler in Frankenberg (Eder)   | 14                        |
| Gemünden (Wohra)     | Liste der Naturdenkmäler in Gemünden (Wohra)     | 03                        |
| Haina (Kloster)      | Liste der Naturdenkmäler in Haina (Kloster)      | 03                        |
| Hatzfeld (Eder)      | Liste der Naturdenkmäler in Hatzfeld (Eder)      | 12                        |
| Korbach              | Liste der Naturdenkmäler in Korbach              | 27                        |
| Lichtenfels (Hessen) | Liste der Naturdenkmäler in Lichtenfels (Hessen) | 16                        |
| Rosenthal (Hessen)   | Liste der Naturdenkmäler in Rosenthal (Hessen)   | 02                        |
| Twistetal            | Liste der Naturdenkmäler in Twistetal            | 08                        |
| Vöhl                 | Liste der Naturdenkmäler in Vöhl                 | 18                        |
| Volkmarsen           | Liste der Naturdenkmäler in Volkmarsen           | 25                        |
| Waldeck (Stadt)      | Liste der Naturdenkmäler in Waldeck (Stadt)      | 18                        |
| Willingen (Upland)   | Liste der Naturdenkmäler in Willingen (Upland)   | 12                        |

## Belege
1. ↑  
Anlage 1 zur Verordnung zum Schutze der Naturdenkmäler im Landkreis Waldeck-Frankenberg. (pdf; 374 kB) Landkreis Waldeck-Frankenberg, 18. März 2013, abgerufen am 11. Januar 2022.